# Becquigny, Somme
Becquigny là một xã ở tỉnh Somme, vùng Hauts-de-France, Pháp.

## Địa lý
Becquigny nằm bên tả ngạn sông Avre. Xã này tọa lạc trên đường D214, khoảng 20 dặm Anh về phía đông nam của Amiens

## Dân số
| 1962                                                           | 1968 | 1975 | 1982 | 1990 | 1999 |
| -------------------------------------------------------------- | ---- | ---- | ---- | ---- | ---- |
| 141                                                            | 142  | 105  | 103  | 97   | 99   |
| Số liệu điều tra dân số từ năm 1962, dân số không tính hai lần |      |      |      |      |      |